# 대한법무사협회
대한 법무사 협회(大韓法務士協會, Korea Association of Beommusa Lawyer)는 대한민국의 법조인 단체이다. 법에 의해 모든 법무사가 가입하게 되어 있다.
1949년 한국 사법서사 협회로 창립되었다가, 1990년 사법서사가 법무사로 개칭됨에 따라, 대한 법무사 협회로 발족하였다.